# Najiba Ayubi
Najiba Ayubi, née en 1968, est une journaliste afghane et militante des droits humains et de la liberté de la presse.

## Biographie
Najiba Ayubi effectue des études de littérature au Parwan Pedagogy Institute.
Elle et sa famille fuient vers l'Iran en 1996 lors de la prise de pouvoir des talibans. Elle fonde une école pour éduquer les immigrés afghans en Iran. Elle retourne en Afghanistan en 2001 pour travailler pour l'ONG Save the Children.
Najiba Ayubi devient ensuite directrice générale de The Killid Group, un réseau de médias à but non lucratif. Malgré les menaces anonymes et les attaques du gouvernement, elle rejette la censure et dirige une équipe de journalistes publiant des sujets allant de la politique aux droits des femmes. À une occasion, des figures politiques envoient des hommes armés chez elle.
Elle est l'une des trois femmes à avoir reçu le prix du courage en journalisme 2013. En 2014, elle figure parmi les 100 héros de l'information nommés par Reporters sans frontières. En 2015, elle est désignée par le président de l'Afghanistan Ashraf Ghani pour diriger le ministère des Affaires féminines mais n'est finalement pas confirmée par l'Assemblée nationale. En 2016, elle reçoit le Said Jamaludin (le prix afghan de la culture) par le président Ghani.